# Lasioglossum huanghe
Lasioglossum huanghe är en biart som beskrevs av Ebmer 2002. Lasioglossum huanghe ingår i släktet smalbin, och familjen vägbin. Inga underarter finns listade i Catalogue of Life.